# Станіслав Лоренц
Стані́слав Лоренц (пол. Stanisław Lorentz; 28 квітня 1899, Радом, Польща — 15 березня 1991, Варшава) — польський мистецтвознавець. Професор Варшавського університету (1947), почесний член багатьох європейських академій, експерт ЮНЕСКО.

## Біографія
З юних років Станіслав Лоренц проявляв цікавість до історії, мистецтва та архітектури. Закінчив гімназію Войцеха Гурського у Варшаві, вивчився на філософському факультеті Варшавського університету. Вивчав історію мистецтва. У 1924 році захистив докторський ступінь по творчості Ефраїма Шрегера. У час і після навчання він проходив практику у Німеччині, Італії і Франції. Вивчав архітектурні плани Городні XVIII ст. у Державному архіві у Дрездені.
3 1935 року віце-директор, з 1936 директор Народного музею, у 1945—1951 очолював Дирекцію національних музеїв і архівів пам'яток у Варшаві.
У 1947 р. отримав звання професора Варшавського університету, з 1949 р. член Польської академії видів, з 1952 р. член кореспондент, а з 1964 р. справжній член Польської академії наук. З'являвся експертом ЮНЕСКО з питань охорона пам'яток.
У 1965—1969 входив у сейм ПНР рік демократичної партії. Мав декілька державних нагород.
Помер у Варшаві у 1991 р. Похований на лютеранських могилках.